# Guido Rhodio
Guido Rhodio (Squillace, 17 settembre 1935 – Squillace, 7 settembre 2023) è stato un politico italiano.

## Biografia
Giornalista pubblicista, docente di scuola, ha diretto alcuni periodici locali legati al territorio natale di Squillace e ha fondato l'Istituto di Studi su Cassiodoro e sul Medioevo in Calabria. Di formazione cristiana, è stato militante e presidente diocesano dell'Azione Cattolica. Esponente della Democrazia Cristiana, dal 1970 al 1975 è sindaco di Squillace.
Nel 1975 è vicepresidente della Provincia di Catanzaro per due legislature. Nel 1985 viene eletto in Consiglio regionale per le liste della DC e svolge il ruolo di assessore regionale e, nel biennio 1992-1994, è Presidente della Giunta regionale, svolgendo contestualmente il ruolo di coordinatore della Conferenza dei presidenti delle Regioni italiane.
Nel 1992 presiede una prima Giunta regionale di centrosinistra formata dalla DC con il PDS, insieme a socialisti e repubblicani. Questi ultimi escono successivamente dalla Giunta dopo le inchieste giudiziarie che avevano coinvolto un assessore regionale. L'8 luglio 1993 (dopo cinque mesi di crisi), nasce la seconda Giunta Rhodio, sostenuta da DC, PSI e PSDI, rimanendo fuori PDS e PRI.
Nel corso del suo mandato è tra i fondatori del Comitato delle Regioni europee a Bruxelles, nel quale è capo della delegazione italiana, poi vicepresidente e membro della Commissione speciale per gli Affari istituzionali in rappresentanza del Partito Popolare Europeo. Dopo le esperienze regionali, nazionali ed europee, si dedica all'attività amministrativa nel proprio paese. Dal 1999 al 2004 è presidente del Consiglio comunale di Squillace, Comune di cui viene eletto sindaco nel 2004 e riconfermato per un nuovo mandato alle elezioni amministrative del 2009 a capo di una lista civica denominata "Arcobaleno".
È scomparso nella notte tra il 6 e il 7 settembre 2023 nella sua abitazione di Squillace. Il 17 settembre avrebbe compiuto 88 anni.